# Juan Felipe Ibarra
Juan Felipe Ibarra est un militaire et homme politique hispano-américain, né le 1er mai 1787 à Villa Matará, dans la province de Santiago del Estero, vice-royauté du Río de la Plata, alors une partie de l'empire espagnol, mort le 15 juillet 1851 à Santiago del Estero, devenue une ville de la Confédération argentine. À l'issue des guerres d'indépendance hispano-américaines, il est un des caudillos qui s'affrontent dans les guerres civiles argentines. Il est gouverneur de la province de Santiago del Estero de 1820 à 1830 et de 1832 à sa mort. Allié des fédéralistes, il se soumet au dictateur Juan Manuel de Rosas. En 1840, il réprime férocement un soulèvement contre son pouvoir. Il mène une politique protectionniste et fait peu pour développer l'économie ou la culture de sa province.

## Biographie

### Origines et premières années

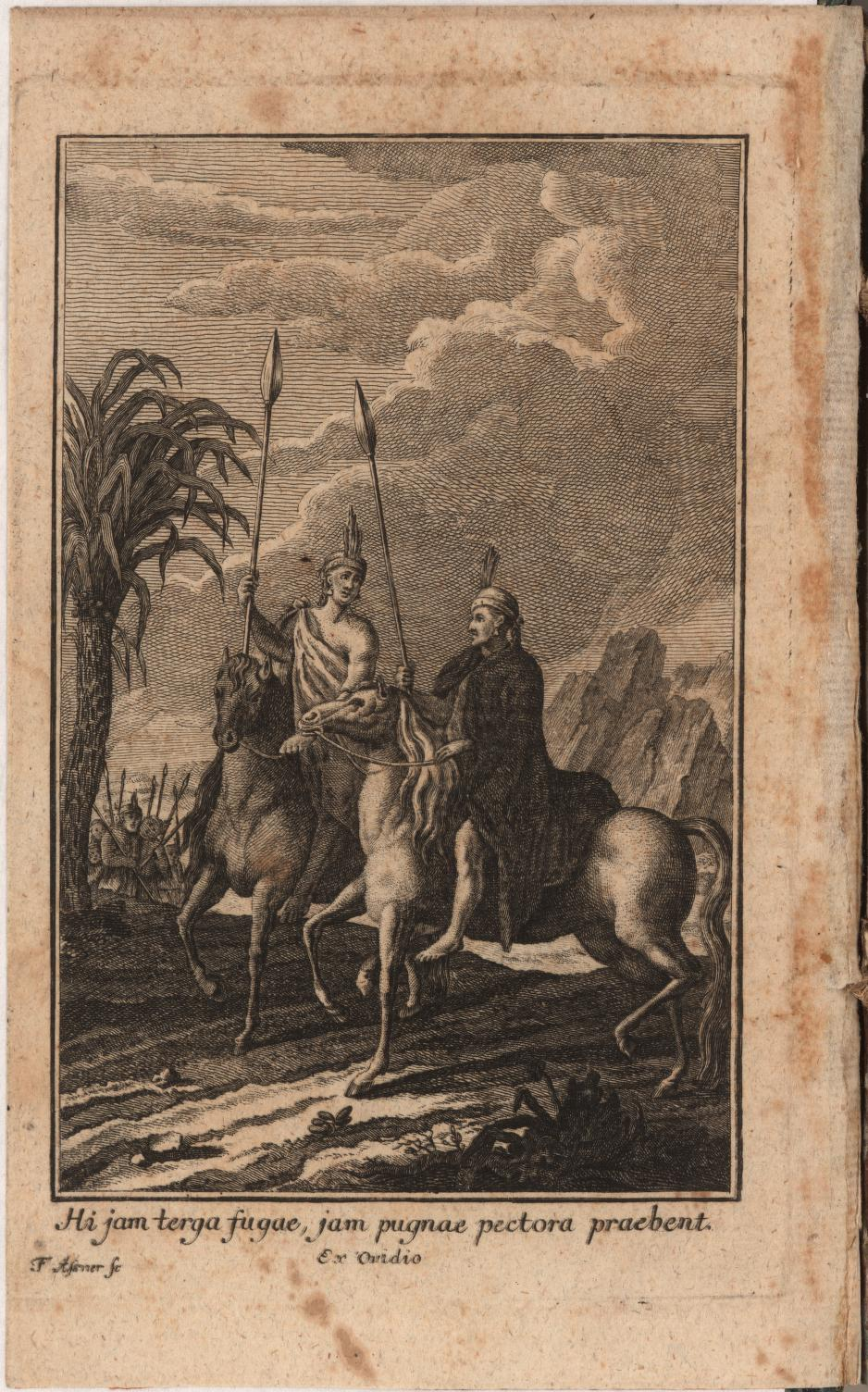
Cavaliers abipons du Gran Chaco, illustration de Martin Dobrizhoffer, Vienne, 1784.

Juan Felipe est le fils de Felipe Matías Ibarra y Argañarás, sargent mayor (équivalent de commandant) du fortin de Villa Matará sur le Río Salado del Norte, à la limite des territoires indiens insoumis du Chaco. Sa mère, María Andrea Antonia de Paz y Figueroa Luna, est la nièce de la religieuse María Antonia de Paz y Figueroa. Il est orphelin de père de bonne heure et élevé par son oncle maternel Juan Antonio de Paz, curé de la paroisse, qui lui apprend les lettres et le latin. Dans une région exposée aux attaques indiennes, il devient adroit dans l'équitation et le maniement du lasso, des bolas et du sabre. Il est envoyé étudier au collège de Montserrat à Córdoba : élève indiscipliné et peu assidu, il est finalement renvoyé sans avoir terminé ses études.
En 1806, à 19 ans, il est mobilisé dans la compagnie des soldats santiaguègnes pour combattre les invasions britanniques du Río de la Plata et reprendre Buenos Aires. Il est sergent dans la 2e compagnie de volontaires de cavalerie. Cependant, sa troupe arrive trop tard pour prendre part aux combats, les Britanniques ayant déjà été repoussés par le vice-roi Jacques de  Liniers.

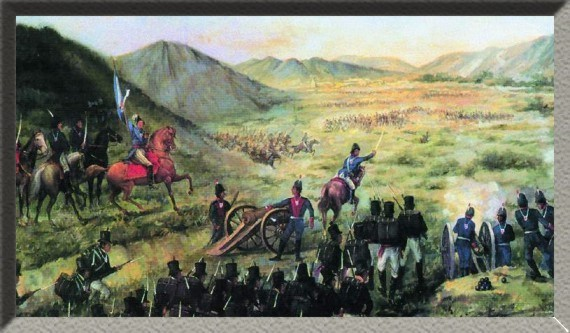
Bataille de Salta (20 février 1813) : victoire décisive des indépendantistes sur les royalistes.

En 1810, alors que la métropole espagnole combat l'occupation napoléonienne, les provinces du Río de la Plata commencent à se rendre indépendantes de la vice-royauté du Pérou. La révolution de Mai (18-25 mai 1810) marque le point de départ de la guerre d’indépendance de l’Argentine. Juan Felipe Ibarra, avec le grade d'alférez, fait partie du bataillon des Patriciens santiaguègnes commandés par Juan Francisco Borges, unité de l'armée du Nord partie pour libérer le Haut-Pérou (actuelle Bolivie). La bataille de Suipacha  (7 novembre 1810) est le premier succès des indépendantistes. Juan Felipe Ibarra est promu sous-lieutenant le 1er janvier 1811. 

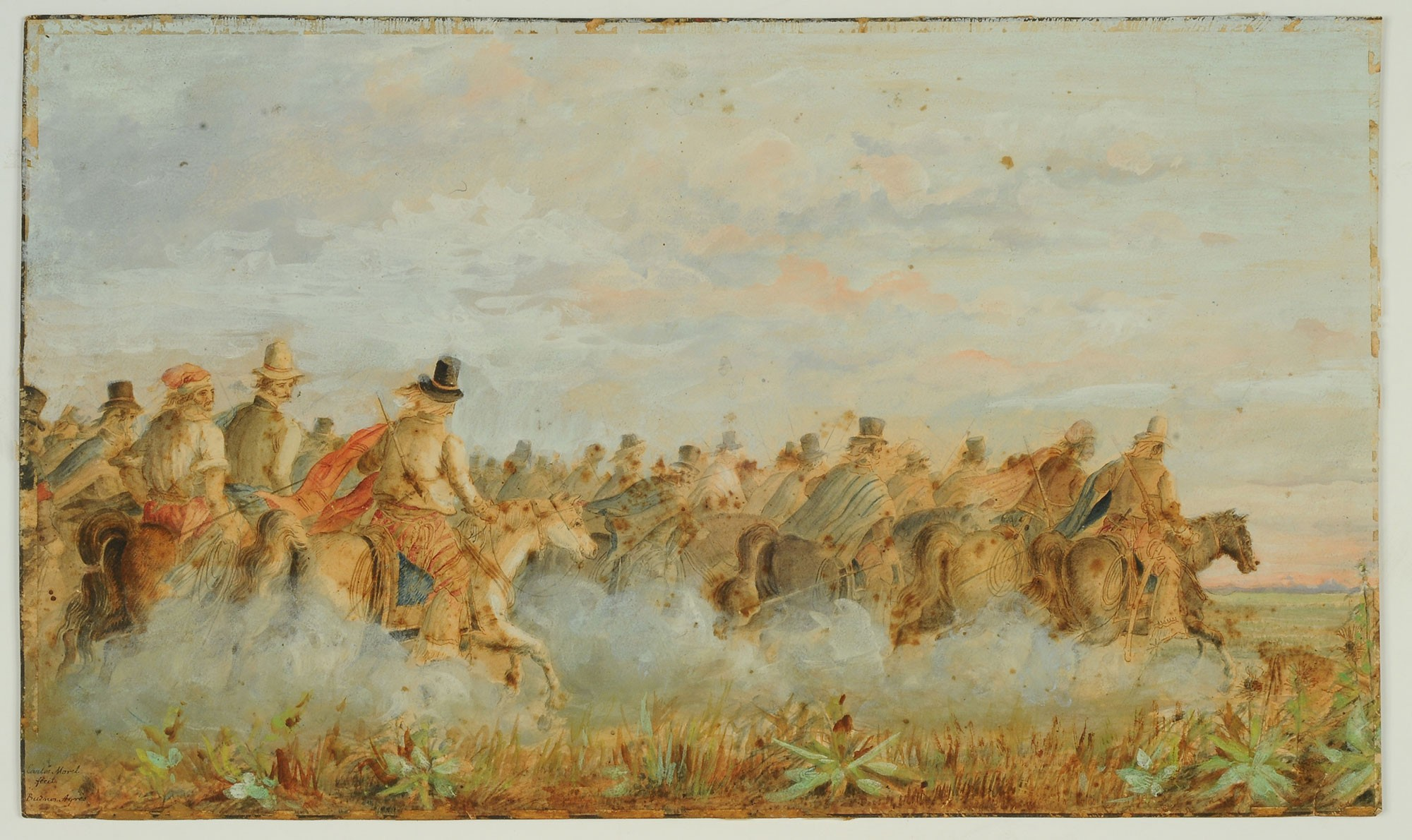
Cavalerie gaucha, peinture de Carlos Morel (1813-1894).

L'armée du Nord est défaite par les royalistes à la bataille de Huaqui (20 juin 1811) et, après cinq heures de combat, la compagnie d'Ibarra doit suivre l'armée dans sa retraite de Potosí à Jujuy : la troupe est reprise en main par le général Manuel Belgrano et, pour la première fois, prête serment sur le drapeau argentin. Ibarra participe à la bataille de Las Piedras, à celle de Salta et celle de Tucumán. Ibarra, élevé au grade de capitaine, est chargé de l'instruction des recrues à Jujuy et ne participe pas aux batailles de 1813 mais envoie des soldats entraînés et équipés à l'armée de José de San Martín. En janvier 1814, l'armée royaliste, victorieuse dans le Haut-Pérou, marche vers Jujuy : les femmes évacuent la ville tandis que les volontaires indépendantistes, surtout des gauchos, livrent des actions de harcèlement (la Guerra gaucha (es)). En mai 1814, Ibarra est rattaché l'état-major de San Martín ; le général s'efforce d'améliorer la formation des officiers en discipline et mathématiques pour préparer sa campagne de libération du Chili. L'armée du Nord, commandée par le général José Rondeau, subit une lourde défaite dans la troisième campagne du Haut-Pérou à Sipe-Sipe (28 novembre 1815) : Manuel Belgrano en reprend le commandement en août 1816 et choisit Ibarra comme aide de camp.
Juan Felipe Ibarra ne participe pas à la révolution autonomiste qui se déroule dans sa province natale et porte au pouvoir le lieutenant-colonel Juan Francisco Borges. Le 16 août 1817, San Martín élève Ibarra au grade de lieutenant-colonel et le nomme commandant du fort des Abipons, dans l'actuel département de Quebrachos, position défensive à la lisière du territoire indien du Chaco.
En 1820, l'armée du Nord est alors désorganisée par la mutinerie d’Arequito : Ibarra, sans y participer directement, s'aligne sur le chef du soulèvement, le colonel-major Juan Bautista Bustos (es). Le soutien d'Estanislao López, gouverneur de la province de Santa Fe, permet à Ibarra de traverser la crise sans dommage. Les élites santiaguègnes se rallient de plus en plus à Ibarra qui, à la tête de la garnison du fort des Abipons, détient la principale force armée de la province.

### Premier gouvernement à Santiago del Estero

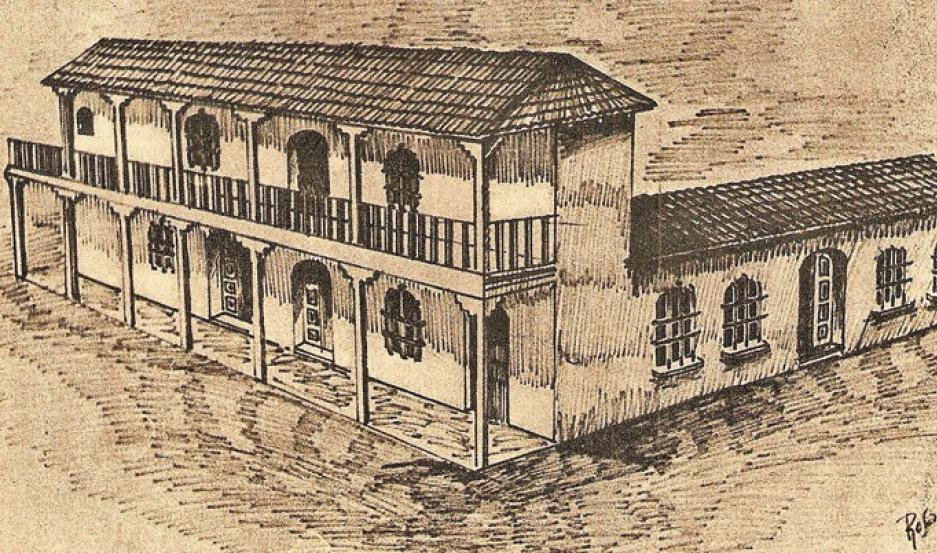
Cabildo (conseil provincial) de Santiago del Estero au 18e s.

Dès 1820, Santiago del Estero fait sécession de la République de Tucumán (es), fédération peu durable des provinces de Tucumán, Catamarca et Santiago del Estero. Le colonel Bernabé Aráoz (es), chef de cette République, ordonne à Ibarra de se soumettre dans les termes les plus méprisants, ce qui amène Ibarra et la province de Santiago à demander l'appui de Bustos, proclamé gouverneur de la province de Córdoba. Les années 1820 sont marquées par des jeux d'alliances très instables entre les cités et les provinces. Le 31 mars 1820, Ibarra, sortant à la tête de la garnison du fort des Abipons, se dirige vers Santiago del Estero et adresse un ultimatum au commandant de la garnison tucumane qui prend la fuite après un bref combat. 
Le 27 avril 1820, la province de Santiago del Estero proclame son autonomie au sein des Provinces-Unies du Río de la Plata et Ibarra est élu gouverneur. Il forme un gouvernement avec Pedro Pablo Gorostiaga comme ministre du Trésor. Une de ses premières actions est de réclamer la libération des deux prêtres Pedro León Díaz Gallo (es) et Pedro Francisco de Uriarte, députés au Congrès de Tucumán, retenus prisonniers à Buenos Aires après la dissolution du Congrès et la chute du Directeur suprême, le général José Rondeau.  
Le 5 février 1821 au combat de Los Palmares, Ibarra repousse une tentative d'invasion du général Gregorio Aráoz de Lamadrid, envoyé par le Président suprême Bernabé Aráoz comme chef militaire de la République de Tucumán mais, le 3 avril 1821, Ibarra est battu par les troupes du colonel Abraham González, gouverneur de Salta. La guerre se termine par lassitude générale et, le 5 juin 1821, la fédération de Tucumán accepte de reconnaître l'autonomie de Santiago del Estero.
Le mandat d'Ibarra tirant à sa fin, il le prolonge arbitrairement en intimidant le Congrès provincial. Le premier gouvernement d'Ibarra n'est marqué par aucune réalisation notable dans les institutions, l'économie ou l'enseignement. Il se contente d'entretenir les routes et de défendre les frontières contre les ennemis, notamment les Indiens du Chaco, et de fournir quelques troupes aux Provinces-unies de la Plata dans la guerre contre le Brésil.

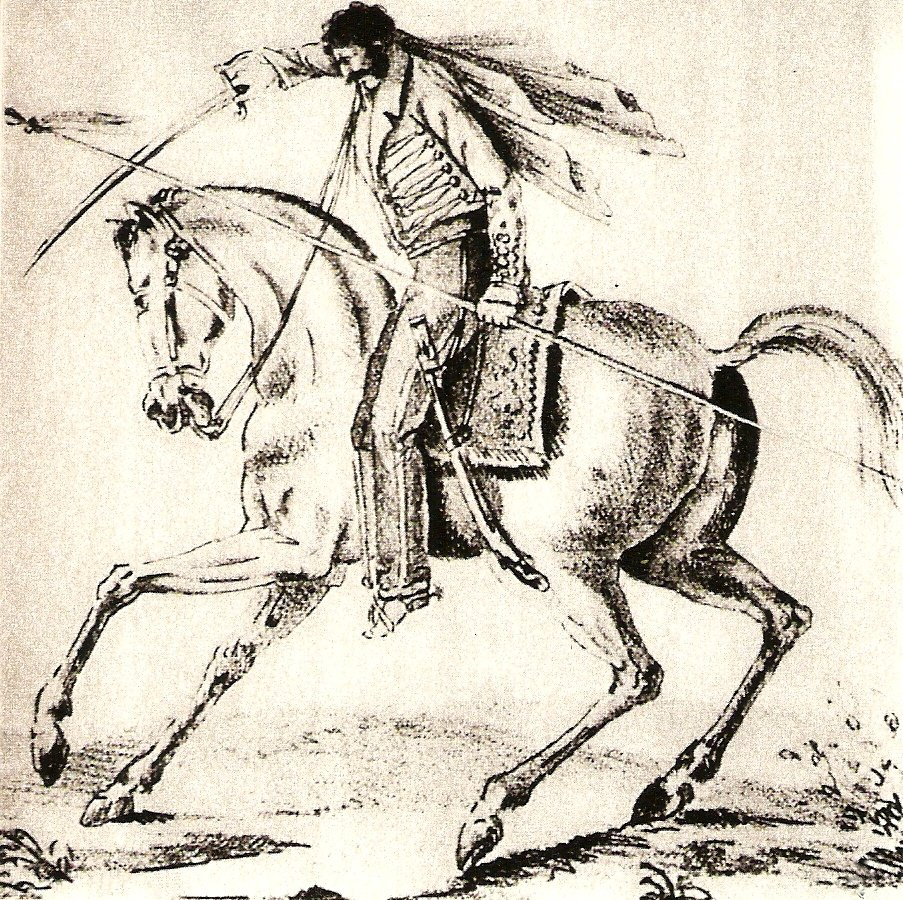
Juan Facundo Quiroga, lithographie de César Bâcle, 1831.

En 1826, l'élection de Bernardino Rivadavia à la présidence des Provinces-Unies marque la victoire du Parti unitaire. Ibarra, comme la plupart des gouverneurs de provinces, refuse la Constitution de décembre 1826 et se range dans le Parti fédéraliste contre l'État central.  Rivadavia charge le général Gregorio Aráoz de Lamadrid de soumettre les gouverneurs fédéralistes mais celui-ci est battu à El Tala (27 octobre 1826) par le fameux Juan Facundo Quiroga, gaucho devenu caudillo de la province de La Rioja. Ibarra, allié de Quiroga, arrive trop tard pour prendre part à la bataille. Lamadrid reconstitue ses forces et, en décembre 1826, envoie le colonel Francisco Bedoya  soumettre la province de Santiago.
Ibarra applique la tactique de la terre brûlée qui lui réussira à plusieurs reprises : il fait évacuer sa capitale, combler les points d'eau, empoisonner les puits, détruire les fourrages. Bedoya, à court de ressources, doit évacuer la ville sans combat le 10 janvier 1825. Le 27 janvier, Ibarra reçoit les émissaires de Rivadavia venus le prier d'accepter la Constitution unitaire: il les reçoit vêtu en gaucho, en tunique, bottes de cheval, un bandeau rouge sur le front, et répond qu'il ne l'acceptera jamais et leur donne 24 heures pour s'en aller. Le 6 juillet 1827, à la bataille de Rincón de Valladares, les forces réunies d'Ibarra et Facundo Quiroga infligent une défaite aux troupes unitaires de Lamadrid. 
En 1827, Ibarra fait arrêter le diplomate britannique Percy S. Lewis, soupçonné de trafic d'armes avec les unitaires. En outre, il était le frère du médecin Guillermo Lewis, marié à Modesta Ávila, de Santiago, qui avait soigné les blessures du général Lamadrid, adversaire d'Ibarra. Celui-ci garde Percy Lewis en détention pendant deux ans, lui confisque la somme de mille pesos et s'empare des biens de Guillermo Lewis. Il finit par les relâcher sur protestation de l'ambassadeur britannique.
Rivadavia est chassé du pouvoir en 1827. La paix avec le Brésil ramène l'armée dans les provinces centrales, ce qui permet au colonel général José María Paz d'entreprendre une campagne contre les fédéralistes. Ibarra est encerclé par une coalition des forces de Tucumán et de Salta ; il se résigne à envoyer sa lettre de démission à l'Assemblée législative le 17 mai 1830 et, avec 600 hommes, se réfugie à Santa Fe chez son ancien ami Estanislao López tandis que son frère Francisco Antonio Ibarra engage une guérilla contre les unitaires.

Cartes des guerres civiles argentines
Provinces autonomistes (bleu-vert) et Ligue fédérale unitaire (rouge) en 1821.
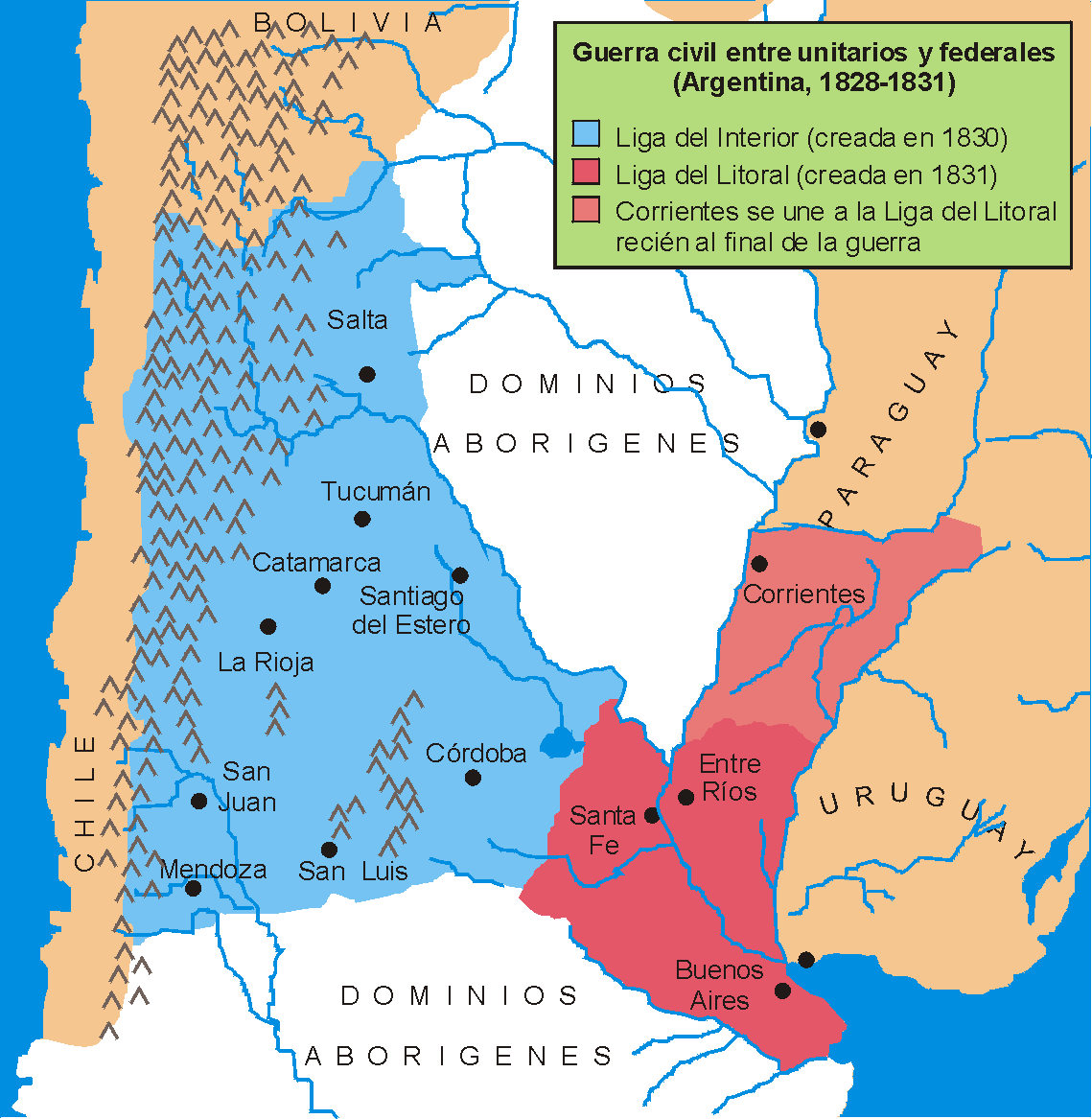
Ligue de l'Intérieur (bleu) et Ligue du Littoral (rouge) v. 1830-1831.
Coalition du Nord (bleu clair) et Ligue fédérale (rose) en 1840.

### Retour au pouvoir et second gouvernement
Cependant, Quiroga, après un exil forcé à Buenos Aires, revient prendre le commandement des provinces fédéralistes et remporte une série de victoires sur Lamadrid, en dernier lieu à la bataille de La Ciudadela. Juan Felipe Ibarra, à la tête de la cavalerie santiaguègne, contribue à la déroute de Lamadrid et à la dissolution de la Ligue unitaire.

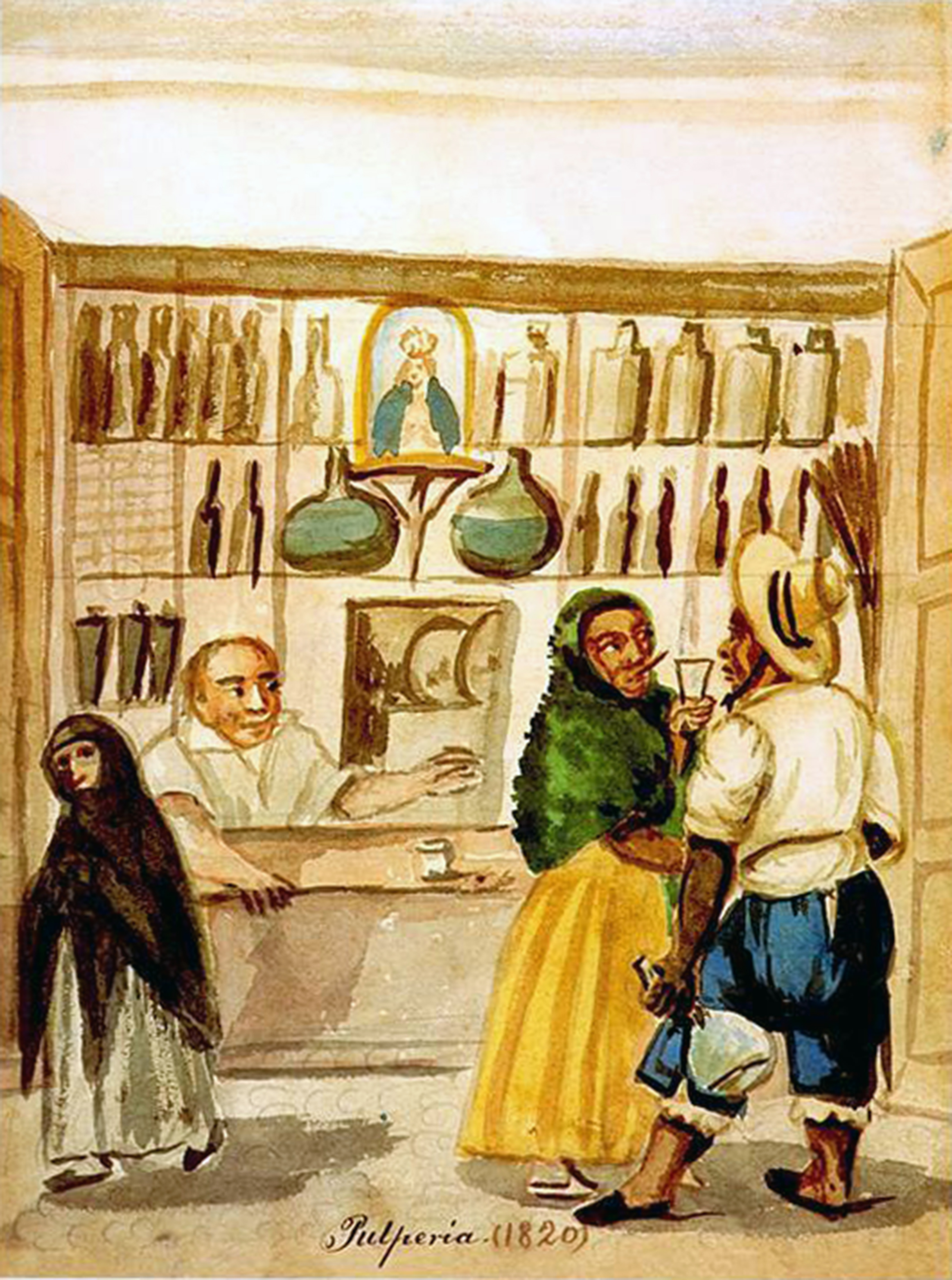
Une pulpería, aquarelle de Pancho Fierro (v. 1807-1879).

Le 16 février 1832, Ibarra est de nouveau élu gouverneur de Santiago del Estero pour trois ans. Le 27 juin 1832, il crée un office de police. Le 31 octobre, il dissout le Cabildo (conseil provincial) et supprime plusieurs dispositions du Règlement d'organisation politique de 1830 : il abolit l'indépendance de la justice en se donnant le droit de juger personnellement certains cas. Le 15 avril 1833, il ordonne la prohibition de vente de l'eau-de-vie et de l'aloja (alcool tiré des fruits de Prosopis alba ou de Prosopis nigra), n'autorisant qu'un débit limité dans les pulperías (es) à certaines heures. Il interdit l'entrée de la province aux personnes sans profession et ordonne la relégation sur les frontières des alcooliques et des vagabonds. En décembre 1834, il fait prolonger son mandat d'un an et, en 1835, prend une série de mesures qui font de lui un gouverneur à vie.
Ibarra ne prend pas part à la guerre de Tarija (es) qui, en 1837-1839, oppose les provinces argentines à la Confédération péruvio-bolivienne, par crainte de renforcer le pouvoir du colonel-major Alejandro Heredia, gouverneur de Tucumán, devenu hégémonique dans les provinces du Nord. Ibarra se maintient au pouvoir en reconnaissant la souveraineté de Juan Manuel de Rosas, dictateur de Buenos Aires.

### Soulèvement de 1840 et répression
En 1840, les provinces de Tucumán, Salta, Jujuy, Catamarca et La Rioja se révoltent contre Rosas, avec la caution morale du théoricien Juan Bautista Alberdi, et forment la Coalition du Nord (es). Ibarra s'en voit proposer la présidence mais la refuse, se disant rebuté par la vanité des « docteurs » qui la dirigent, et préfère rester dans l'orbite de Rosas. Le 25 septembre 1840, une révolte éclate à Santiago del Estero contre le régime d'Ibarra : son frère Francisco Antonio est tué. Ibarra rassemble ses partisans, reprend la ville et traque ses opposants qui sont exécutés et dépossédés. Ibarra ouvre pour eux un « camp de concentration » à El Bracho, dans le Chaco. Manuel Solá (es), gouverneur de Salto et chef de file de la Coalition du Nord, déclare la guerre à Ibarra. Celui-ci recourt une fois de plus à la tactique de la terre brûlée : il évacue sa capitale en emportant ou détruisant toutes les ressources. Le corps saltègne doit évacuer la ville. Finalement, le 26 août 1841, devant Santiago del Estero, l'armée fédérale, commandée par l'ancien président uruguayen exilé Manuel Uribe, met en déroute les troupes du Nord ; sa victoire est achevée par la bataille de Famaillá (19 septembre 1841) où Ibarra commande l'aile gauche fédérale. 
Ibarra réprime férocement les auteurs du soulèvement du 25 septembre. L'un d'eux, le capitaine Santiago Herrera, est ligoté dans un sac de cuir, la tête entre les jambes, et les hommes d'Ibarra s'asseyent sur lui pour le comprimer au maximum, puis le sac est attaché à un cheval au galop qui traîne Herrera jusqu'à ce qu'il meure. Plusieurs personnalités et familles notables choisissent de s'exiler pour échapper au régime d'Ibarra comme les Gorostiaga, Alcorta, Únzaga, Frías, Palacio, Neirot, Lavaysse, etc. La mémoire argentine garde le souvenir d'Agustina Palacio, épouse de l'opposant José María Libarona, qui choisit de le suivre dans sa relégation à El Bracho dans le Chaco. Ibarra passe pour singulièrement cruel. Le voyageur belge A. Baguet entend dire qu'il a fait supplicier un de ses ennemis en le faisant ligoter dans une peau de bœuf fraîchement écorché : en séchant, le cuir se contracte et écrase lentement le condamné. Cependant, la voyageuse franco-suisse Lina Beck-Bernard, qui séjourne en Argentine peu après la mort d'Ibarra, raconte que ce dernier, en 1839, a refusé de livrer Domingo Cullen (es), ancien gouverneur de Santa Fe, traqué par les hommes de Rosas : les poursuivants doivent attendre une absence d'Ibarra pour soudoyer un de ses lieutenants et s'emparer de Cullen qui est emmené et fusillé sur la route.

La répression de 1840
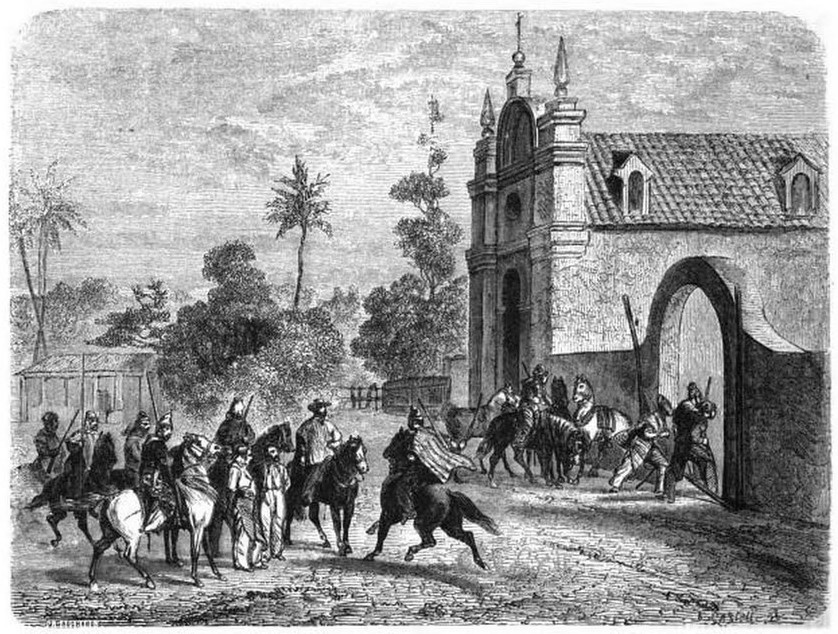
Les soldats d'Ibarra. Gravure d'Horace Castelli, Le Tour du monde, 1er janvier 1861.
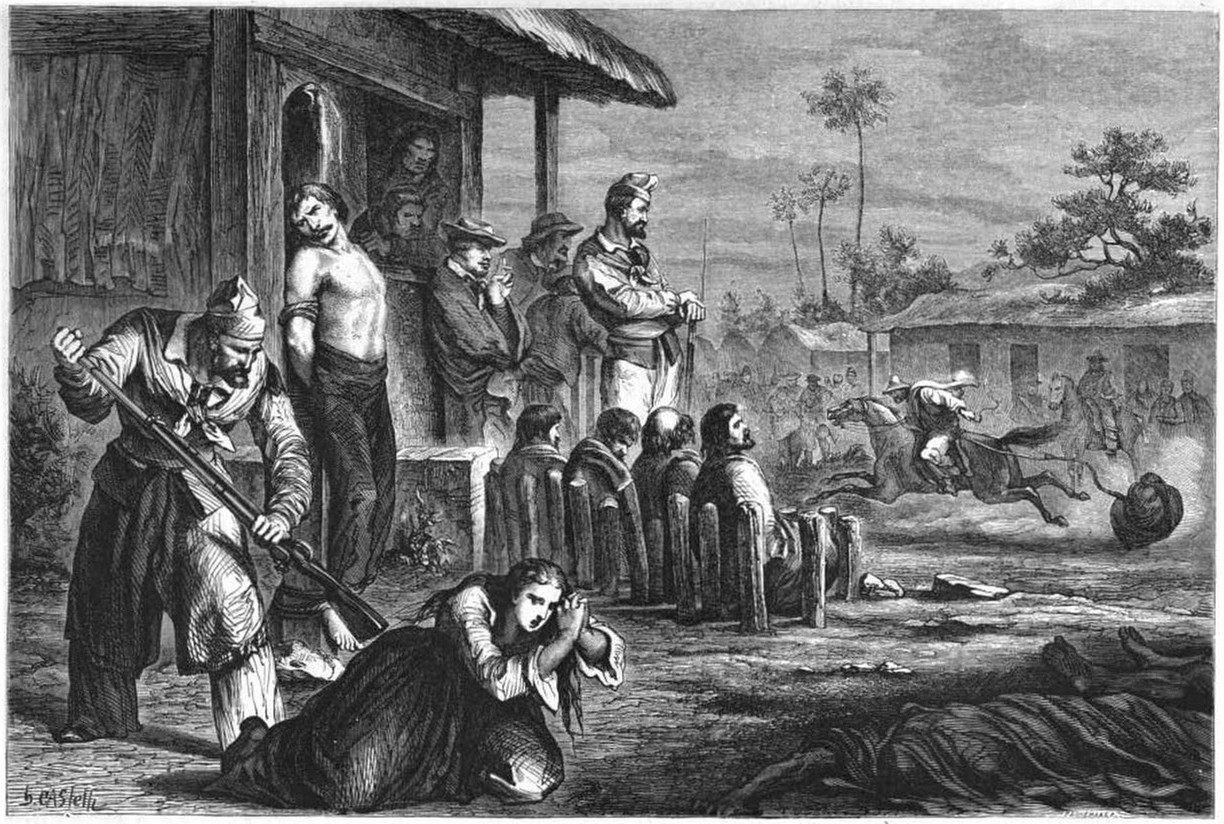
Les victimes d'Ibarra lors de la répression de 1840. Gravure d'Horace Castelli, Le Tour du monde, 1er janvier 1861.
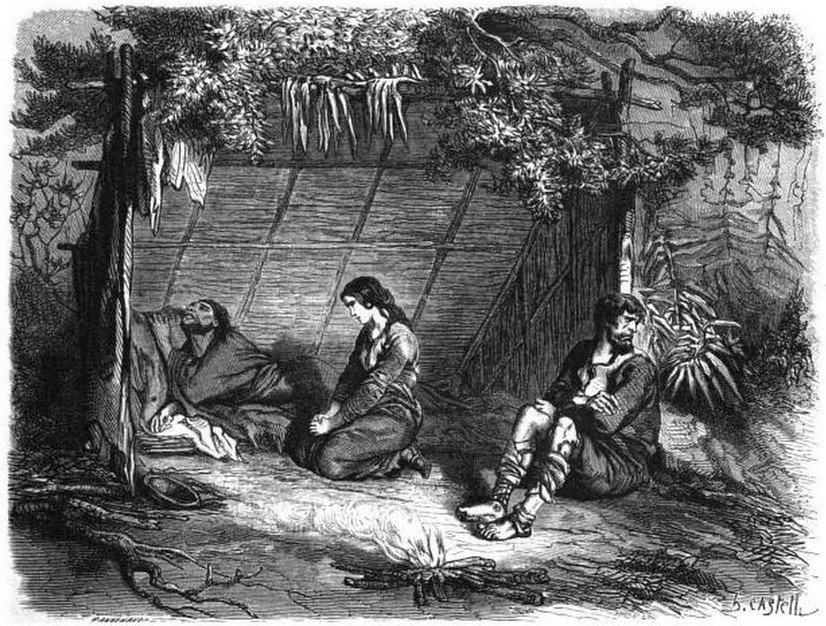
José María Libarona et Agustina Palacio relégués dans la jungle du Chaco. Gravure d'Horace Castelli, Le Tour du monde, 1er janvier 1861.

### Dernières années
Les dernières années d'Ibarra sont marquées par une profonde inertie. En 1844, le gouvernement de Catamarca demande son aide pour combattre le caudillo fédéraliste Ángel Vicente Peñaloza mais il n'y donne aucune suite. En 1845, pendant le blocus franco-anglais du Río de la Plata, il se contente d'une proclamation. 

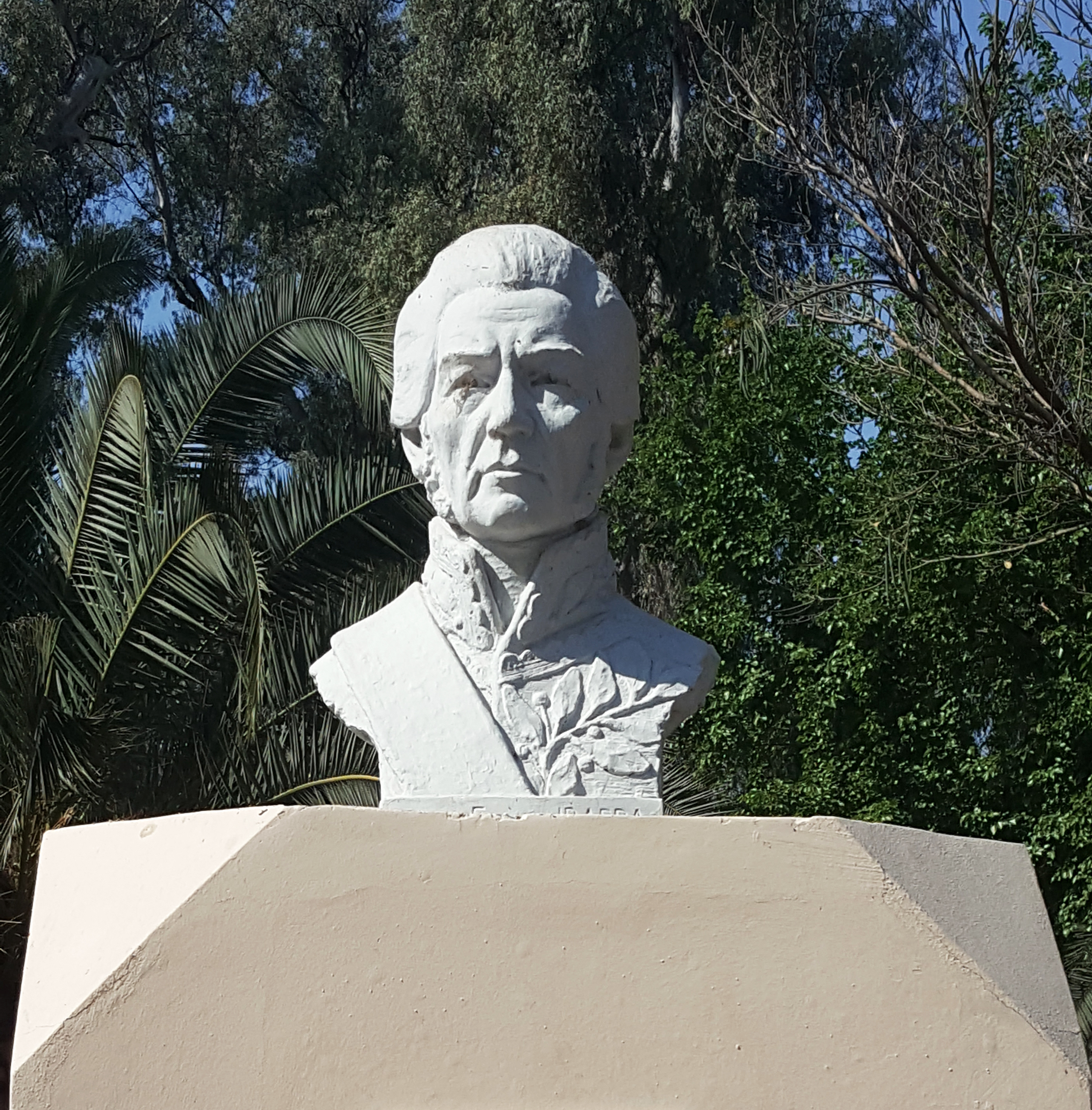
Buste de Juan Felipe Ibarra, jardin de l'Autonomie provinciale, Santiago del Estero.

En 1848, il rédige son testament et fait savoir qu'il confie sa province à Rosas, « illustre restaurateur des lois ». En 1849, il est atteint d'hydropisie et Rosas lui envoie un de ses meilleurs médecins. Il meurt le 15 juillet 1851 à l'âge de 64 ans. Il est inhumé au couvent de La Merced qu'il avait fait construire. 
Sa mort est suivie d'un court conflit entre ses héritiers remportée par son neveu Manuel Taboada (es), fils de sa sœur Águeda Ibarra Paz y Figueroa, qui devient gouverneur de Santiago del Estero de 1851 à 1857.

## Économie et société sous Ibarra
Au début du XIXe siècle, la province de Santiago del Estero est, avec 40 500 habitants, la troisième plus peuplée de la vice-royauté du Río de la Plata après Buenos Aires (92 000 hab.) et Córdoba (60 000 hab.). Mais elle est essentiellement rurale : sa capitale n'arrive qu'au 11e rang des villes du pays. La proportion de Blancs, Indiens et métis, Noirs et mulâtres fait l'objet d'estimations très divergentes : il est admis que les Blancs, surtout éleveurs, étaient majoritaires dans l'ouest de la province, et les Indiens, Tonocotés, Lules-Vilelas, Sanavirons et Guaycurús, dans l'est. Le cours du XIXe siècle est cependant marqué par un effondrement de la population indigène. 
Vers 1800, la province exporte pour 10 000 pesos par an, principalement vers le Potosí, de ponchos, tissus, mules, cire et  graisse. C'est aussi une région d'hivernage du bétail et d'exportation de chevaux et mules vers les foires de Buenos Aires et du Potosí. Les premières années du gouvernement d'Ibarra sont marquées par une forte augmentation des recettes fiscales qui passent de 8 164 pesos boliviens en 1820 à 20 210 en 1823. La dîme de la production agricole représente 13% des recettes, les taxes sur les marchandises d'outre-mer 11%, les impôts fonciers et marchés publics 2%. Les principales recettes viennent du droit de transit sur les charrettes de marchandises : la part des cargaisons de cuir passe de 24% à 33%, les vins et liqueurs représentent 5% et les dépôts 7%. Sous l'administration d'Ibarra de 1820 à 1823, puis sous celle du colonel Deheza qui le remplace en 1830, dans un contexte de guerre civile, le gouvernement de Santiago del Estero recourt plusieurs fois à l'emprunt forcé pour assurer aux soldats une gratification exceptionnelle, notamment en tabac. Cependant, de 1820 à 1849, les recettes fiscales de Santiago del Estero représentent moins du quart de celles de Córdoba et sont sensiblement inférieures à celles de Tucumán.
En 1823, le gouvernement de Santiago del Estero fait battre une monnaie d'argent, le métal précieux venant des réserves du couvent de La Merced. Les pièces d'un réal font 17,2 mm de diamètre pour un poids de 2,75 grammes, celles d'un demi-réal sont de même diamètre pour un poids de 1,55 g. L'avers porte des flèches croisées avec les initiales S. et E. sur les deux côtés et le chiffre 1 pour les pièces d'un réal ; la valeur est omise pour celles d'un demi-réal. Le revers porte un soleil radiant et deux branches de laurier. Les premières  émissions contiennent 20 à 30% de métal précieux. Les pièces sont travaillées au marteau, assez grossières et les falsifications sont courantes. En 1836, Ibarra décide une nouvelle émission : le revers porte, sous le soleil, le bonnet phrygien de la liberté. Le 25 septembre 1836, il inaugure la nouvelle église de Notre-Dame de la Merci.

Monnaies de Santiago del Estero
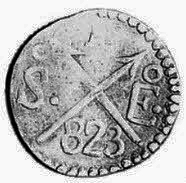
Pièce d'un réal, 1823 (avers).
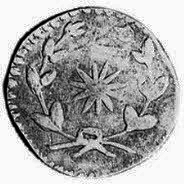
Pièce d'un réal, 1823 (revers).
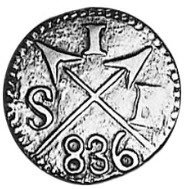
Pièce d'un réal, 1836 (avers).
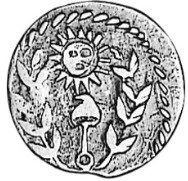
Pièce d'un réal, 1836 (revers).

Le 23 avril 1839, Ibarra, imitant les mesures protectionnistes de Rosas à Buenos Aires, interdit l'importation de tout produit qui pourrait concurrencer les productions locales comme les tissus, les ponchos, couvertures, tapis et objets en fer. Le 10 juillet 1843, il augmente les droits de douane, portés à 30%, sur les produits importés par les ports  de Valparaiso au Chili et de Cobija , alors en Bolivie, pour favoriser les arrivées par Buenos Aires et les taxes levées par Rosas.
En 1847, une épidémie suivie d'une famine touche la province de Santiago del Estero. Rosas offre de lui envoyer un secours de 25 000 têtes de bétail puis, cet envoi entraînant des difficultés pratiques, le remplace par un versement de 25 000 pesos forts (200 000 réales) par versements mensuels de 2 500 pesos.
Le géographe Alejandro de Belmar, peu après la mort d'Ibarra, décrit Santiago del Estero comme une province de 80 000 habitants dont un grand nombre d'Indiens ; la capitale compte 6 000 habitants. Le sol est généralement plat, sableux, arrosé par les eaux du Río Salado del Norte et du Río Dulce qui, engorgées par leurs alluvions, ont parfois changé de cours : en 1834, le Río Dulce se détourne vers le bassin salé du désert de Salinas. Le blé et la canne à sucre donnent d'excellents rendements en zone inondable et la province commence à produire de l'indigo. Le bétail y prospère, notamment le mouton qui donne une excellente laine. Les habitants, surtout les femmes, tissent et teignent de bons tissus de laine et de coton. Le Chaco passe pour abriter d'importants gisements de fer mêlé de nickel, de zinc et de cobalt.
Le gouvernement d'Ibarra n'est marqué par aucune réalisation dans le domaine de l'éducation et de la culture. Aucune école n'est fondée. Ce n'est qu'après sa mort que Santiago del Estero sera la dernière province d'Argentine à avoir une imprimerie en 1858 et un journal, El Guardia Nacional, en 1859.